# Solanum confertiseriatum
Solanum confertiseriatum là loài thực vật có hoa trong họ Cà. Loài này được Bitter miêu tả khoa học đầu tiên năm 1913.